# فتح‌آباد (زبرخان)
فتح‌آباد (زبرخان)، روستایی از توابع بخش اسحاق‌آباد شهرستان زبرخان در استان خراسان رضوی ایران است.

## جمعیت
این روستا در دهستان اسحق‌آباد قرار دارد و براساس سرشماری مرکز آمار ایران در سال ۱۳۸۵، جمعیت آن ۱۶ نفر (۵خانوار) بوده‌است.